# Јеловица
Јеловица је насеље Града Пирота у Пиротском округу. Према попису из 2022. има 38 становника (према попису из 2002. било је 113 становника).

## Историја
То место се пре 1880. године налазило у бившем Височком срезу. Имало је 31 кућу, са 240 становника, од којих су сви неписмени. Пореских глава је уписано 44. Године 1901. Јеловица са Дојкинце је у саставу Брлошке општине са седиштем у Брлогу.

## Демографија
У насељу Јеловица живи 108 пунолетних становника, а просечна старост становништва износи 62,9 година (61,7 код мушкараца и 64,2 код жена). У насељу има 56 домаћинстава, а просечан број чланова по домаћинству је 2,02.
Ово насеље је великим делом насељено Србима (према попису из 2002. године), а у последња три пописа, примећен је пад у броју становника.
|  |

| Демографија | Демографија | Демографија |
| Година      | Становника  | Становника  |
| ----------- | ----------- | ----------- |
| 1948.       | 454         |             |
| 1953.       | 450         |             |
| 1961.       | 571         |             |
| 1971.       | 399         |             |
| 1981.       | 250         |             |
| 1991.       | 182         | 182         |
| 2002.       | 113         | 113         |

| Етнички састав према попису из 2002.‍ | Етнички састав према попису из 2002.‍ | Етнички састав према попису из 2002.‍ | Етнички састав према попису из 2002.‍ | Етнички састав према попису из 2002.‍ |
| ------------------------------------ | ------------------------------------ | ------------------------------------ | ------------------------------------ | ------------------------------------ |
|                                      |                                      |                                      |                                      |                                      |
| Срби                                 | Срби                                 |                                      | 109                                  | 96,46%                               |
| Роми                                 | Роми                                 |                                      | 2                                    | 1,76%                                |
| Бугари                               | Бугари                               |                                      | 1                                    | 0,88%                                |
| непознато                            | непознато                            |                                      | 1                                    | 0,88%                                |

| Година пописа     | 1948. | 1953. | 1961. | 1971. | 1981. | 1991. | 2002. |
| ----------------- | ----- | ----- | ----- | ----- | ----- | ----- | ----- |
| Број домаћинстава | 76    | 76    | 173   | 84    | 69    | 64    | 56    |

| Број чланова      | 1  | 2  | 3 | 4 | 5 | 6 | 7 | 8 | 9 | 10 и више | Просек |
| ----------------- | -- | -- | - | - | - | - | - | - | - | --------- | ------ |
| Број домаћинстава | 16 | 29 | 8 | 2 | 0 | 0 | 1 | 0 | 0 | 0         | 2,02   |

| Пол    | Укупно | Неожењен/Неудата | Ожењен/Удата | Удовац/Удовица | Разведен/Разведена | Непознато |
| ------ | ------ | ---------------- | ------------ | -------------- | ------------------ | --------- |
| Мушки  | 60     | 10               | 40           | 9              | 1                  | 0         |
| Женски | 52     | 2                | 38           | 10             | 2                  | 0         |
| УКУПНО | 112    | 12               | 78           | 19             | 3                  | 0         |

| Пол    | Укупно                    | Пољопривреда, лов и шумарство | Рибарство                            | Вађење руде и камена | Прерађивачка индустрија       |
| ------ | ------------------------- | ----------------------------- | ------------------------------------ | -------------------- | ----------------------------- |
| Мушки  | 18                        | 15                            | 0                                    | 0                    | 0                             |
| Женски | 5                         | 5                             | 0                                    | 0                    | 0                             |
| УКУПНО | 23                        | 20                            | 0                                    | 0                    | 0                             |
| Пол    | Производња и снабдевање   | Грађевинарство                | Трговина                             | Хотели и ресторани   | Саобраћај, складиштење и везе |
| Мушки  | 0                         | 0                             | 1                                    | 0                    | 0                             |
| Женски | 0                         | 0                             | 0                                    | 0                    | 0                             |
| УКУПНО | 0                         | 0                             | 1                                    | 0                    | 0                             |
| Пол    | Финансијско посредовање   | Некретнине                    | Државна управа и одбрана             | Образовање           | Здравствени и социјални рад   |
| Мушки  | 0                         | 0                             | 2                                    | 0                    | 0                             |
| Женски | 0                         | 0                             | 0                                    | 0                    | 0                             |
| УКУПНО | 0                         | 0                             | 2                                    | 0                    | 0                             |
| Пол    | Остале услужне активности | Приватна домаћинства          | Екстериторијалне организације и тела | Непознато            | Непознато                     |
| Мушки  | 0                         | 0                             | 0                                    | 0                    | 0                             |
| Женски | 0                         | 0                             | 0                                    | 0                    | 0                             |
| УКУПНО | 0                         | 0                             | 0                                    | 0                    | 0                             |